# Irene Aldana
Irene Aldana (Culiacán, 26 de março de 1988) é uma lutadora mexicana de artes marciais mistas, que atualmente compete na categoria peso-galo feminino do Ultimate Fighting Championship.

## Carreira no MMA

### Jungle Fight
Em sua única luta com a promoção brasileira de MMA, Jungle Fight, Aldana enfrentou Larissa Pacheco, pelo Cinturão Peso-Galo Feminino Vago do JF, no JF: Jungle Fight 63, em 21 de dezembro de 2013. Aldana perdeu a luta no terceiro round por TKO, significando a sua primeira derrota na sua carreira profissional.

### Invicta Fighting Championships
Aldana assinou com o Invicta FC em meados de 2014, e estreou contra Peggy Morgan, no Invicta FC 8: Waterson vs. Tamada, em 9 de setembro de 2014, finalizando Morgan com um mata-leão no primeiro round.
Ela enfrentaria Marion Reneau, no Invicta FC 10: Waterson vs. Tiburcio, em 5 de dezembro de 2014, mas Aldana foi forçada a sair da luta devido a uma doença, e a luta foi retirada do card.
Aldana enfrentaria Melanie LaCroix, no Invicta FC 11: Cyborg vs. Tweet, em 27 de fevereiro de 2015. No entanto, LaCroix retirou-se da luta por motivos não revelados, e foi substituída pela recém-chegada na organização, Colleen Schneider. Ela ganhou a luta com um mata-leão no primeiro round.

### Ultimate Fighting Championship
Em 6 de novembro de 2016, foi anunciado que Aldana havia assinado com o UFC, e enfrentaria Leslie Smith, em 17 de dezembro de 2016, no UFC on Fox 22. Ela perdeu a luta por decisão unânime. Apesar da derrota, a luta ganhou o bônus de Luta da Noite, o primeiro prêmio de Aldana no UFC.
Aldana enfrentou Talita Bernardo, em 14 de janeiro de 2018, no UFC Fight Night: Stephens vs. Choi. Ela ganhou a luta por decisão unânime.

## Campeonatos e realizações
- Ultimate Fighting Championship
  - Luta da Noite (Três vezes) vs. Leslie Smith, Lucie Pudilová e Karol Rosa
  - Performance da Noite (Uma vez) vs. Ketlen Vieira

- Invicta Fighting Championships
  - Performance da Noite (Três vezes) vs. Peggy Morgan, Colleen Schneider e Faith Van Duin

## Cartel no MMA
| Cartel no MMA   |             |            |
| 22 lutas        | 15 vitórias | 7 derrotas |
| Por nocaute     | 8           | 2          |
| Por finalização | 3           | 0          |
| Por decisão     | 4           | 5          |

| Res.    | Cartel | Oponente          | Método                                     | Evento                                  | Data       | Round | Tempo | Local                       | Notas                                                  |
| ------- | ------ | ----------------- | ------------------------------------------ | --------------------------------------- | ---------- | ----- | ----- | --------------------------- | ------------------------------------------------------ |
| Vitória | 15-7   | Karol Rosa        | Decisão (unânime)                          | UFC 296: Edwards vs. Covington          | 16/12/2023 | 3     | 5:00  | Las Vegas, Nevada           | Peformance da Noite.                                   |
| Derrota | 14-7   | Amanda Nunes      | Decisão (unânime)                          | UFC 289: Nunes vs. Aldana               | 10/06/2023 | 5     | 5:00  | Vancouver, British Columbia | PeloCinturão Peso Galo Feminino do UFC.                |
| Vitória | 14-6   | Macy Chiasson     | Nocaute Técnico (chute invertido no corpo) | UFC 279: Diaz vs. Ferguson              | 10/09/2022 | 3     | 2:21  | Las Vegas, Nevada           | Luta em Peso Casado (140 lbs); Peformance da Noite.    |
| Vitória | 13-6   | Yana Kunitskaya   | Nocaute Técnico (socos)                    | UFC 264: Poirier vs. McGregor 3         | 10/07/2021 | 1     | 4:35  | Las Vegas, Nevada           | Luta em Peso Casado; Aldana não bateu o peso.          |
| Derrota | 12-6   | Holly Holm        | Decisão (unânime)                          | UFC on ESPN: Holm vs. Aldana            | 03/10/2020 | 5     | 5:00  | Abu Dhabi                   |                                                        |
| Vitória | 12-5   | Ketlen Vieira     | Nocaute (soco)                             | UFC 245: Usman vs. Covington            | 14/12/2019 | 1     | 4:51  | Las Vegas, Nevada           | Performance da Noite.                                  |
| Vitória | 11-5   | Vanessa Melo      | Decisão (unânime)                          | UFC Fight Night: Rodríguez vs. Stephens | 21/09/2019 | 3     | 5:00  | Cidade do México            |                                                        |
| Derrota | 10-5   | Raquel Pennington | Decisão (dividida)                         | UFC on ESPN: dos Anjos vs. Edwards      | 20/07/2019 | 3     | 5:00  | San Antonio, Texas          |                                                        |
| Vitória | 10-4   | Bethe Correia     | Finalização (chave de braço)               | UFC 237: Namajunas vs. Andrade          | 11/05/2019 | 3     | 3:24  | Rio de Janeiro              |                                                        |
| Vitória | 9-4    | Lucie Pudilová    | Decisão (dividida)                         | UFC 228: Woodley vs. Till               | 08/09/2018 | 3     | 5:00  | Dallas, Texas               | Luta da Noite.                                         |
| Vitória | 8-4    | Talita Bernardo   | Decisão (unânime)                          | UFC Fight Night: Stephens vs. Choi      | 14/01/2018 | 3     | 5:00  | St. Louis, Missouri         |                                                        |
| Derrota | 7-4    | Katlyn Chookagian | Decisão (dividida)                         | UFC 210: Cormier vs. Johnson II         | 08/04/2017 | 3     | 5:00  | Buffalo, Nova Iorque        |                                                        |
| Derrota | 7-3    | Leslie Smith      | Decisão (unânime)                          | UFC on Fox: VanZant vs. Waterson        | 17/12/2016 | 3     | 5:00  | Sacramento, Califórnia      | Estreia no UFC; Luta da Noite.                         |
| Vitória | 7-2    | Faith Van Duin    | Nocaute Técnico (socos)                    | Invicta FC 19: Maia vs. Modafferi       | 23/09/2016 | 1     | 4:57  | Kansas City, Missouri       | Performance da Noite.                                  |
| Vitória | 6-2    | Jessamyn Duke     | Nocaute Técnico (socos)                    | Invicta FC 16: Hamasaki vs. Brown       | 11/03/2016 | 1     | 3:08  | Las Vegas, Nevada           | Peso-casado (136.6 lbs); Aldana não bateu o peso.      |
| Derrota | 5-2    | Tonya Evinger     | Nocaute Técnico (socos)                    | Invicta FC 13: Cyborg vs. Van Duin      | 09/07/2015 | 4     | 4:38  | Las Vegas, Nevada           | Pelo Cinturão Peso Galo Vago do Invicta FC.            |
| Vitória | 5-1    | Colleen Schneider | Finalização (mata leão)                    | Invicta FC 11: Cyborg vs. Tweet         | 27/02/2015 | 1     | 1:05  | Los Angeles, Califórnia     | Performance da Noite.                                  |
| Vitória | 4-1    | Peggy Morgan      | Finalização (mata-leão)                    | Invicta FC 8: Waterson vs. Tamada       | 09/09/2014 | 1     | 2:50  | Houston, Texas              | Performance da Noite.                                  |
| Derrota | 3-1    | Larissa Pacheco   | Nocaute Técnico (socos)                    | Jungle Fight 63                         | 21/12/2013 | 3     | 1:50  | Belém, Pará                 | Pelo Cinturão Peso-Galo Feminino Vago do Jungle Fight. |
| Vitória | 3-0    | Mayra Arce        | Nocaute (chute rodado e socos)             | Xtreme Kombat 21                        | 12/10/2013 | 1     | 0:43  | Cidade do México            |                                                        |
| Vitória | 2-0    | Flor Saenz        | Nocaute Técnico (joelhada no corpo)        | Xtreme Kombat 21                        | 12/10/2013 | 1     | 0:20  | Cidade do México            |                                                        |
| Vitória | 1-0    | Sandra del Rincon | Nocaute (joelhadas e socos)                | GEX - Old Jack's Fight Night            | 17/10/2012 | 1     | 0:15  | Zapopan                     |                                                        |